# 1002 Olbersia
1002 Olbersia là một tiểu hành tinh vành đai chính. Nó được phát hiện bởi Vladimir Aleksandrovich Albitzky ngày 15 tháng 8 năm 1923. Nó được đặt theo tên Heinrich Wilhelm Matthäus Olbers.